# Stertberg
Der Stertberg ist eine 61 m ü. NHN hohe Erhebung auf der Gemarkung der Gemeinde Michendorf im Landkreis Potsdam-Mittelmark im Land Brandenburg.
Die Erhebung ist Teil des Saarmunder Endmoränenbogens und entstand als solche in der letzten Weichsel-Eiszeit. Sie liegt rund 1,6 südöstlich des Michendorfer Ortsteils Fresdorf. In nordnordwestlicher Richtung befinden sich in rund 980 m Entfernung die 78 m hohen Grämitzberge, südlich der 68 m hohe Fichtenberg. Der Stertberg kann über den Europäischen Fernwanderweg E10 erreicht werden.